# 杉本一樹
杉本 一樹（すぎもと かずき、1957年 - ）は、日本の歴史学者。

## 来歴
東京都生まれ。東京大学文学部国史学科卒業。同大学院人文科学研究科博士課程中退。2002年『日本古代文書の研究』で東大博士（文学）。宮内庁正倉院保存課長、2017年3月まで同事務所長。

## 著書
単著
- 『日本古代文書の研究』吉川弘文館 日本史学研究叢書、2001 ISBN　9784642023627
- 『正倉院 歴史と宝物』中公新書、2008／吉川弘文館 読みなおす日本史、2025　ISBN　9784642078078
- 『正倉院宝物の世界』山川出版社 日本史リブレット、2010
- 『正倉院あぜくら通信 宝物と向き合う日々』淡交社、2011

編・共著
- 『正倉院美術館 ザ・ベストコレクション』米田雄介共編著 講談社、2009
- 『正倉院宝物 181点鑑賞ガイド』新潮社 とんぼの本、2016

## 参考
- 「正倉院あぜくら通信」著者紹介より。ISBN 978-4-473-03760-2